# Everything Is Alive
Everything Is Alive — пятый студийный альбом британской группы Slowdive. Он был выпущен 1 сентября 2023 года лейблом Dead Oceans. Это их первый альбом за шесть лет и второй после воссоединения, следующий за одноимённым альбомом Slowdive, выпущенным в 2017 году.
Альбом получил высокие оценки критиков и имел коммерческий успех во всей Европе, войдя в десятку лучших в Бельгии, Германии, Нидерландах, Новой Зеландии и Великобритании.

## История
Slowdive вошли в студию в сентябре 2020 года, чтобы приступить к записи своего пятого альбома. Изначально группа забронировала студийные сессии на апрель 2020 года, но они были отменены из-за пандемии COVID-19. Во время пандемии группа понесла утрату: умерли мать Рейчел Госвелл и отец Саймона Скотта. Нил Халстед, автор всех песен альбома, сказал, что музыка была скорее «спасением» от мрака, который переживали участники группы. Госвелл боролась с алкоголизмом в результате своего горя, прежде чем стала трезвой. «Я думал, что это будет довольно мрачный альбом, но как только мы собрались вместе как группа, я думаю, что часть этой тьмы рассеялась, и некоторые мелодии стали немного легче», — сказал Халстед.
Альбом возник из материала, который Халстед написал с помощью модульных синтезаторов в 2019 году для запланированного электронного сольного альбома. Он не был уверен в песне «Kisses», которая в конечном итоге была выпущена в качестве ведущего сингла альбома, поскольку она казалась ему «слишком попсовой». Инструментальная композиция «Prayer Remembered» возникла из арпеджированной синтезаторной партии, прежде чем Скотт отфильтровал гитарные партии через систему патчей Max. Халстед полетел в Лос-Анджелес, чтобы смешать альбом с продюсером Шоном Эвереттом, в результате чего барабаны стали «звучать грязнее».

## Отзывы
| Совокупная оценка | Совокупная оценка |
| Источник          | Оценка            |
| ----------------- | ----------------- |
| AnyDecentMusic?   | 7.9/10            |
| Metacritic        | 82/100            |
| Оценки критиков   |                   |
| Источник          | Оценка            |
| AllMusic          | [ 10 ]            |
| Clash             | 8/10              |
| DIY               | [ 12 ]            |
| The Guardian      | [ 13 ]            |
| Louder Than War   | 5/5               |
| Mojo              | [ 15 ]            |
| Pitchfork         | 7.7/10            |
| The Skinny        | [ 1 ]             |
| Slant Magazine    | [ 17 ]            |
| Uncut             | 9/10              |

Альбом получил в целом положительные отзывы от современных музыкальных критиков. На интернет-агрегаторе Metacritic, который присваивает нормализованный рейтинг из 100 баллов по рецензиям основных изданий, альбом получил средний балл 82, основанный на 20 профессиональных рецензиях, что свидетельствует о «всеобщем признании». Редакторы AnyDecentMusic? поставили ему оценку 7,9 из 10 на основе 20 рецензий.
Uncut назвал его «это Slowdive, которого вы так долго ждали», а Mojo описал его как «вызывающий воспоминания, а не яркий, напоминающий атмосферу серой гаммы Cure эпохи Faith», назвав его «звуком Slowdive, все ещё сохраняющим свою впечатляющую земную форму». Льюис Уэйд из The Skinny подытожил Everything Is Alive как «ещё один релиз Slowdive, который мало что меняет в их положении как столпов туманной сцены шугейза. Эмоциональные текстуры вызываются через прозрачный вокал и реверберацию гитары, с несколькими небольшими изменениями в формуле здесь и там».
Ирина Штрейс из The Quietus написала, что он «кажется более непосредственным и прозрачным, чем его предшественник» и «хотя при первом прослушивании Everything Is Alive может показаться простым и минималистичным, его вкус можно наслаждаться долгое время». Дана Польша из Slant Magazine высказала мнение, что, хотя альбом «не может похвастаться лоу-файной грубостью ранних работ Slowdive», тем не менее «умение группы создавать тщательно проработанные мелодии здесь не уменьшилось. Альбом развивает устоявшийся звук Slowdive с помощью более электронных текстур, создавая концептуальный звуковой ландшафт, который бурлит жизнью».
Дэйв Симпсон из The Guardian дал альбому положительную оценку, сравнив некоторые песни в альбоме с ранними работами New Order и отметив, что «группа заслуживает большой похвалы за то, что осталась верна себе и доказала, что многие были неправы». Дэвид Мерфи из MusicOMH описал альбом как «радостное прослушивание», написав, что он «берёт блаженство лучшего шугейза и добавляет к нему чистое поп-удовольствие». Робин Мюррей из Clash счел Everything Is Alive «порой экспериментальным, но всегда возвращающимся к своим основным ценностям, причём это напряжение создаёт некоторые из лучших моментов альбома», заключив, что он «очарователен и просветляет, [и] доказывает, что пульс Slowdive по-прежнему бьётся сильно».
Джо Гоггинс из DIY заявил, что «слушая Everything Is Alive, создаётся ощущение, что ветераны шугейза не могли бы поспешить, даже если бы пытались», поскольку «очень сильно ощущается, что более медленное созревание приводит к более богатым плодам». Рецензируя альбом для Spin, Джонатан Коэн отметил, что «зрелость и глубина чувств альбома выходят за рамки жанра и стиля — что, к сожалению, редко встречается в гитарном рок-н-ролле в наши дни». Уэйн Кэри из Louder Than War назвал его «безусловно лучшим альбомом в их карьере», поскольку он «насыщен опытом, но каждая нота выверенная, мудрая и обязательно наполнена надеждой».
Тим Сендра из AllMusic охарактеризовал Everything Is Alive как «одинаково экспериментальный и доступный, переполненный водной атмосферой и острыми эмоциями, полный знакомых радостей и новых сюрпризов», назвав его «работой группы, которая закончила реформирование и вместо этого нацелилась на блестящую эволюцию». Джон Гарратт из PopMatters высказал мнение, что «от призрачных гитар до импрессионистского вокала, от самых завораживающих гулов до быстрых темпов, это альбом Slowdive насквозь». Джейсон Грин из Pitchfork почувствовал, что «музыка стала более призрачной, более скелетной, настроенной на угасающую славу и осознающей её», поскольку «продолжительность кажется целенаправленной и личной, как будто эти песни — наброски из дневника, который Халстед и Госвелл оставили открытым», а «песни о любви кажутся более одинокими, а пейзаж — более безжалостным».
The Guardian поместил его на 45-е место в рейтинге лучших альбомов 2023 года.

## Список композиций
Слова и музыка всех песен — Neil Halstead.
| №                   | Название             | Длительность |
| ------------------- | -------------------- | ------------ |
| 1.                  | «Shanty»             | 5:47         |
| 2.                  | «Prayer Remembered»  | 4:46         |
| 3.                  | «Alife»              | 4:33         |
| 4.                  | «Andalucia Plays»    | 6:41         |
| 5.                  | «Kisses»             | 3:57         |
| 6.                  | «Skin in the Game»   | 3:52         |
| 7.                  | «Chained to a Cloud» | 6:51         |
| 8.                  | «The Slab»           | 5:10         |
| Общая длительность: | Общая длительность:  | 41:37        |

## Чарты
| Чарт (2023)                                  | Высшая позиция |
| -------------------------------------------- | -------------- |
| Австралия (ARIA)                             | 21             |
| Бельгия/Фландрия (Ultratop)                  | 9              |
| Бельгия/Валлония (Ultratop)                  | 24             |
| Дания (Hitlisten)                            | 30             |
| Нидерланды (Album Top 100)                   | 4              |
| Франция (SNEP)                               | 54             |
| Германия (Offizielle Top 100)                | 7              |
| Ирландия (IRMA)                              | 54             |
| Япония (Billboard Japan)                     | 96             |
| Новая Зеландия (RMNZ)                        | 10             |
| Португалия (AFP)                             | 15             |
| Шотландия (Scottish Albums Chart)            | 5              |
| Испания (PROMUSICAE)                         | 30             |
| Испания (PROMUSICAE)                         | 47             |
| Швейцария (Schweizer Hitparade)              | 17             |
| Великобритания (UK Albums Chart)             | 6              |
| Великобритания (UK Independent Albums Chart) | 1              |
| США (Billboard 200)                          | 63             |
| США (Billboard Independent Albums)           | 11             |
| США (Billboard Top Alternative Albums)       | 7              |
| США (Billboard Top Rock Albums)              | 12             |